# Cắt New Britain
Cắt Tân Anh hay Cắt New Britain, tên khoa học Accipiter brachyurus, là một loài chim trong họ Ưng.
Nó là loài đặc hữu hai đảo Papua New Guinea, New Britain và New Ireland. Thậm chí vào năm 1934 Ernst Mayr, trong cuộc khảo sát của ông về loài chim núi trong Whitney South Sea Expedition, đã thấy cắt New Britain rất hiếm.
Loài cắt này màu xám với dưới bụng màu trắng và điểm nhấn màu cam trên cổ. Chúng thường được có chân lớn đặc trưng. Chúng là những con chim ưng duy nhất ở New Britain hoặc quần đảo Solomon có một ngón chân giữa dài hơn so với phần còn lại. Bàn chân của cắt New Britain có màu vàng nhạt. Những con chim nhỏ này chỉ có chiều dài 27–34 cm.
Loài này sống ở nhiệt đới đến cận nhiệt đới, rừng núi ẩm ướt. Những vùng có độ đạt 1.200 đến 1.800 m. Rất ít thông tin về loài này vì nó là quá hiếm trong các khu vực loài này sinh sống chưa được nghiên cứu kỹ lưỡng.